# Majdanpek
Majdanpek (en serbe cyrillique : Мајданпек) est une ville et une municipalité de Serbie situées dans le district de Bor. Au recensement de 2011, la ville comptait 7 636 habitants et la municipalité dont elle est le centre 18 179.
La ville est célèbre pour une mine de cuivre exploitée depuis le XVIIe siècle. Mais elle a été industrialisée surtout dans le milieu du XXe siècle.

## Géographie
La municipalité de Majdanpek est située à l'est de la Serbie. Son territoire s'étend entre le lac de Đerdap au nord, les mont Miroč (632 m) au nord-est, Deli Jovan (1 133 m) à l'est, Stolac (1 155 m) au sud, Mali Krš (929 m) et Veliki Krš (1 148 m) au sud-ouest, les monts Homolje (923 m) à l'ouest et les monts Starica (796 m) et Šomrda (803 m) au nord-ouest. Les collines ou les montagnes couvrent environ 76 % de la municipalité.
La municipalité de Majdanpek est entourée par celles de Golubac, Kučevo respectivement au nord et à l'ouest, par celle de Žagubica au sud-ouest et par celles de Kladovo, Negotin et Bor, du nord-est au sud-est. Au nord de son territoire, le Danube sert de frontière avec la Roumanie.

## Climat
Le climat de Majdanpek est de type continental, avec une température moyenne annuelle de 7,73 °C. La partie du territoire municipal située à proximité du Danube, et notamment Donji Milanovac, bénéficie d'un climat relativement plus tempéré tandis que les zones les plus montagneuses connaissent un climat plus rude, avec des chutes de neige plus nombreuses.

## Histoire
Majdanpek est mentionnée pour la première fois en 1560.

## Localités de la municipalité de Majdanpek

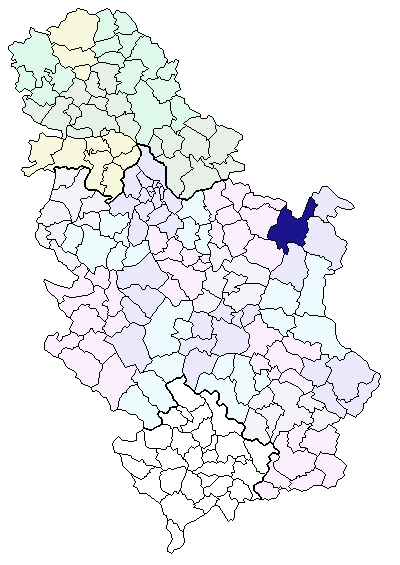
Localisation de la municipalité de Majdanpek en Serbie

La municipalité de Majdanpek compte 14 localités :
| - Boljetin - Vlaole - Golubinje - Debeli Lug - Donji Milanovac - Jasikovo - Klokočevac - Leskovo - Majdanpek - Miroč - Mosna - Rudna Glava - Topolnica - Crnajka |

Majdanpek et Donji Milanovac sont officiellement classées parmi les « localités urbaines » (en serbe : градско насеље et gradsko naselje) ; toutes les autres localités sont considérées comme des « villages » (село/selo).

## Démographie

### Ville

#### Évolution historique de la population dans la ville
| 1948  | 1953  | 1961  | 1971  | 1981  | 1991   | 2002   | 2011  |
| ----- | ----- | ----- | ----- | ----- | ------ | ------ | ----- |
| 1 919 | 2 244 | 3 746 | 8 065 | 9 489 | 11 760 | 10 071 | 7 636 |

### Municipalité

#### Répartition de la population par nationalités dans la ville (2002)
La plupart des localités de la municipalité possèdent une majorité de peuplement serbe. En revanche, Vlaole est habité par une majorité de Valaques et Jasikovo par une majorité relative de Valaques.

## Politique

### Élections locales de 2004
À la suite des élections locales serbes de 2004, les 31 sièges de l'assemblée municipale de Majdanpek se répartissaient de la manière suivante :
| Parti                        | Sièges |
| ---------------------------- | ------ |
| Parti démocratique           | 8      |
| Parti radical serbe          | 5      |
| Mouvement Force de la Serbie | 5      |
| Parti socialiste de Serbie   | 5      |
| Mouvement serbe du renouveau | 3      |
| Parti démocratique de Serbie | 3      |
| Divers                       | 2      |

Dragan Popović a été élu président (maire) de la municipalité.

### Élections locales de 2008
À la suite des élections locales serbes de 2008, les 31 sièges de l'assemblée municipale de Majdanpek se répartissaient de la manière suivante :
| Parti                        | Sièges |
| ---------------------------- | ------ |
| Parti démocratique           | 12     |
| Parti radical serbe          | 5      |
| Nouvelle Serbie              | 3      |
| Parti socialiste de Serbie   | 3      |
| G17 Plus                     | 3      |
| Parti démocratique de Serbie | 2      |
| Mouvement serbe du renouveau | 2      |

Dragan Popović, membre du Parti démocratique du président Boris Tadić, a été réélu président de la municipalité.

### Élections locales de 2012
À la suite des élections locales serbes de 2012, les 31 sièges de l'assemblée municipale de Majdanpek se répartissaient de la manière suivante :
| Parti                                                                         | Sièges |
| ----------------------------------------------------------------------------- | ------ |
| Parti démocratique                                                            | 13     |
| Parti progressiste serbe                                                      | 6      |
| Parti socialiste de Serbie - Parti des retraités unis de Serbie - Serbie unie | 5      |
| Régions unies de Serbie                                                       | 4      |
| Preokret                                                                      | 3      |

## Coopération internationale
- Le Creusot (France)